# 阶梯白钟螺
阶梯白钟螺（学名：Calliotropis scalaris），是原始腹足目钟螺科Calliotropis属的一种。主要分布于台湾，常栖息在深海。